# Черноярский уезд
Черноярский уезд (с 1920 года — Красноармейский уезд) — административная единица в составе  Саратовской, Астраханской и Царицынской губерний Российской Империи и РСФСР, существовавшая в 1782—1923 годах. Уездный город — Чёрный Яр.

## География

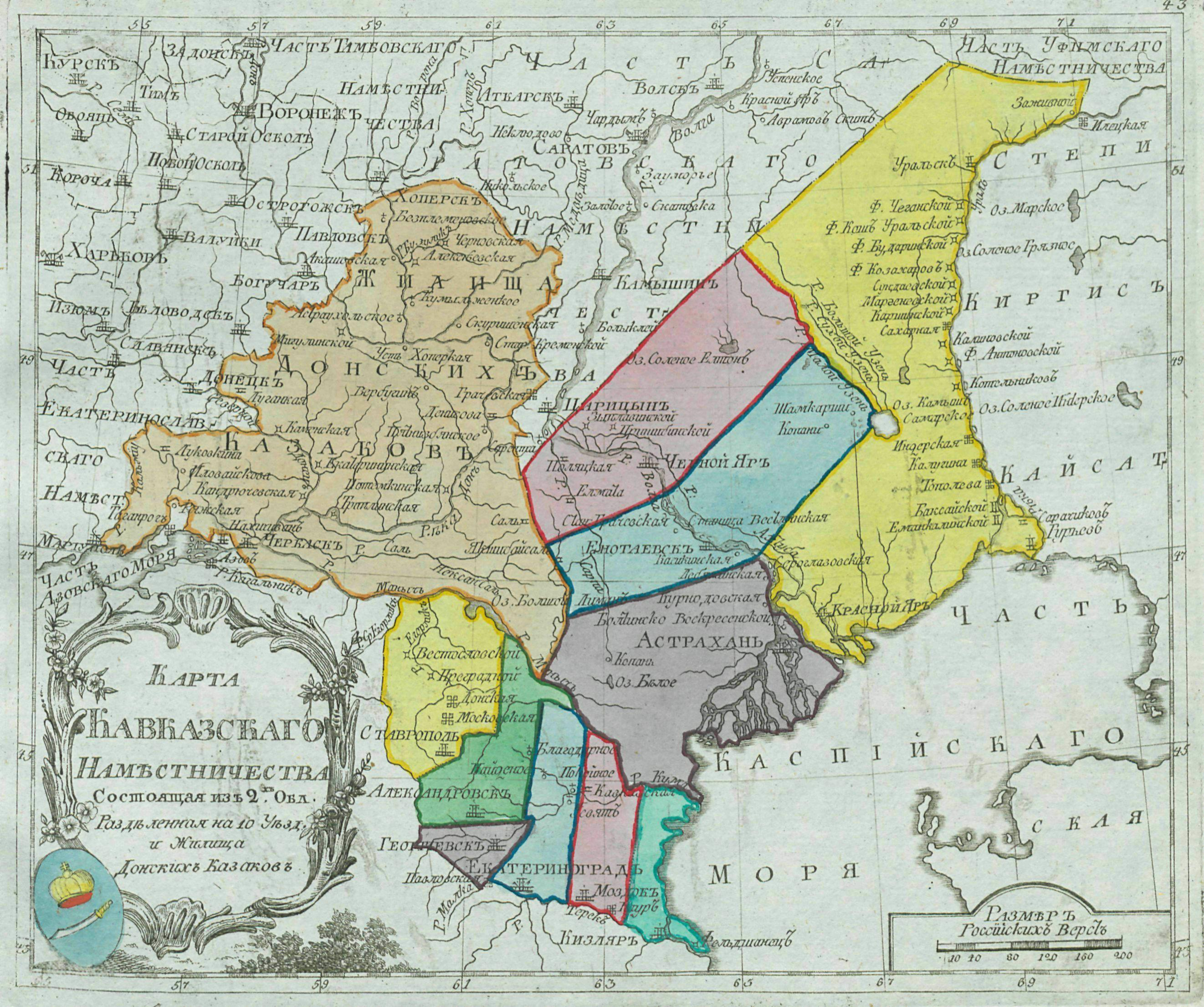
Черноярский уезд, 1792

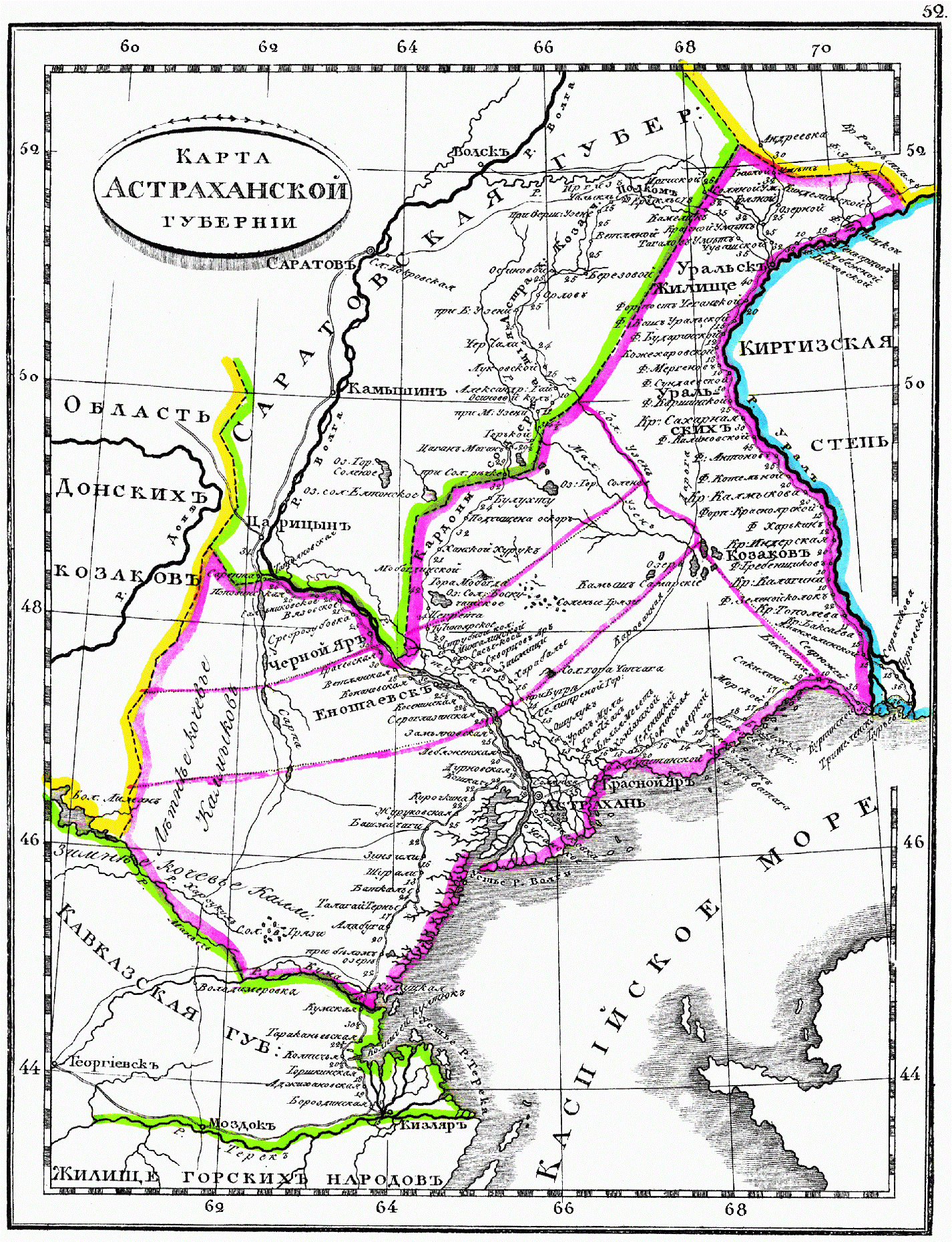
Черноярский уезд, 1835

Уезд располагался в северо-западной части губернии по правому берегу Волги. Площадь (1897) — 11 858,0 вёрст².

## История
В 1708 году город Чёрный Яр отнесён к Казанской губернии, а в 1717 году к новой к Астраханской губернии. В 1782 году в составе Саратовского наместничества был образован Черноярский уезд, с 1797 года — в Саратовской губернии. В 1802 году уезд вошёл в состав Астраханской губернии.
В 1918 году уезд был передан в Царицынскую губернию. В 1920 году в связи с образованием Калмыцкой автономной области волости и станицы Черноярского уезда Царицынской губернии, лежавшие к югу от Абганеровской и Аксайской волостей были включены в состав Калмыцкой автономной области. При этом Червлёнский и Северный аймаки Малодербетовского улуса Калмыцкой степи Астраханской губернии были переданы в состав Черноярского уезда. В том же году Черноярский уезд был переименован в Красноармейский, в связи с перенесением уездного центра из города Чёрный Яр в Сарепту, включением Сарепты в Черноярский уезд и переименованием Сарепты в город Красноармейск.
В 1923 году Красноармейский уезд был упразднён, его территория присоединена к Царицынскому уезду.

## Население
По данным переписи населения 1897 года численность населения уезда составляла 100 316, в том числе в городе Чёрный Яр — 4226 чел.

### Национальный состав
Русские — 50,5 %, украинцы — 40,7 %; калмыки — 4,6 %, татары — 3,2 %.

## Административное деление
Черноярский уезд в 1798 году был нанесен на План Генерального Межевания Астраханской губернии и насчитывал 3 части в масштабе 1 верста в Английском дюйме.
| 1892 год | Аксайская • Заветнинская • Каменноярская • Киселевская • Крестовская • Ремонтнинская • Светлоярская • Солёно-Займищенская • Старицкая • Торговская • Тундутовская • Элистинская |
| 1912 год | Аксайская • Больше-Чапурниковская •Валуевская • Вязовская • Заветнинская • Каменноярская • Киселевская • Кормовская • Крестовская • Обиленская •Приютинская • Райгородская • Ремонтнинская • Садовская • Светлоярская • Солёно-Займищенская • Солодниковская • Старицкая • Торговская • Тундутовская • Цацынская • Элистинская |
| 1921 год | Аксайская • Большечапурниковская • Каменноярская • Красноармейская • Светлоярская • Северная • Солодниковская • Старицкая • Цацинская •Черноярская • |

В 1913 году в уезде было 23 волости и 1 станица:
| - Аксайская волость — с. Аксайское, - Больше-Чапурниковская волость — с. Большие Чапурники, - Валуевская волость — с. Валуевка, - Вязовская волость — с. Вязовка, - Заветнинская волость — с. Заветное - Каменноярская волость — с. Каменный Яр, - Киселевская волость — с. Киселевка, - Кормовская волость — с. Кормовое, | - Крестовская волость — с. Кресты, - Обиленская волость — с. Обильное, - Приютнинская волость — с. Приютное, - Райгородская волость — с. Рай-Городок, - Ремонтнинская волость — с. Ремонтное, - Садовская волость — с. Садовое, - Светлоярская волость — с. Светлый Яр, - Солёно-Займищенская волость — с. Солёное Займище, | - Солодниковская волость — с. Солодники, - Старицкая волость — с. Старица, - Торговская волость — с. Торговое, - Тундутовская волость — с. Тундутово, - Цацынская волость — с. Цаца, - Черноярское — правление в станице Чёрный Яр при реке Волга, - Элистинская волость — пос. Элиста. |